# Fotokatalýza

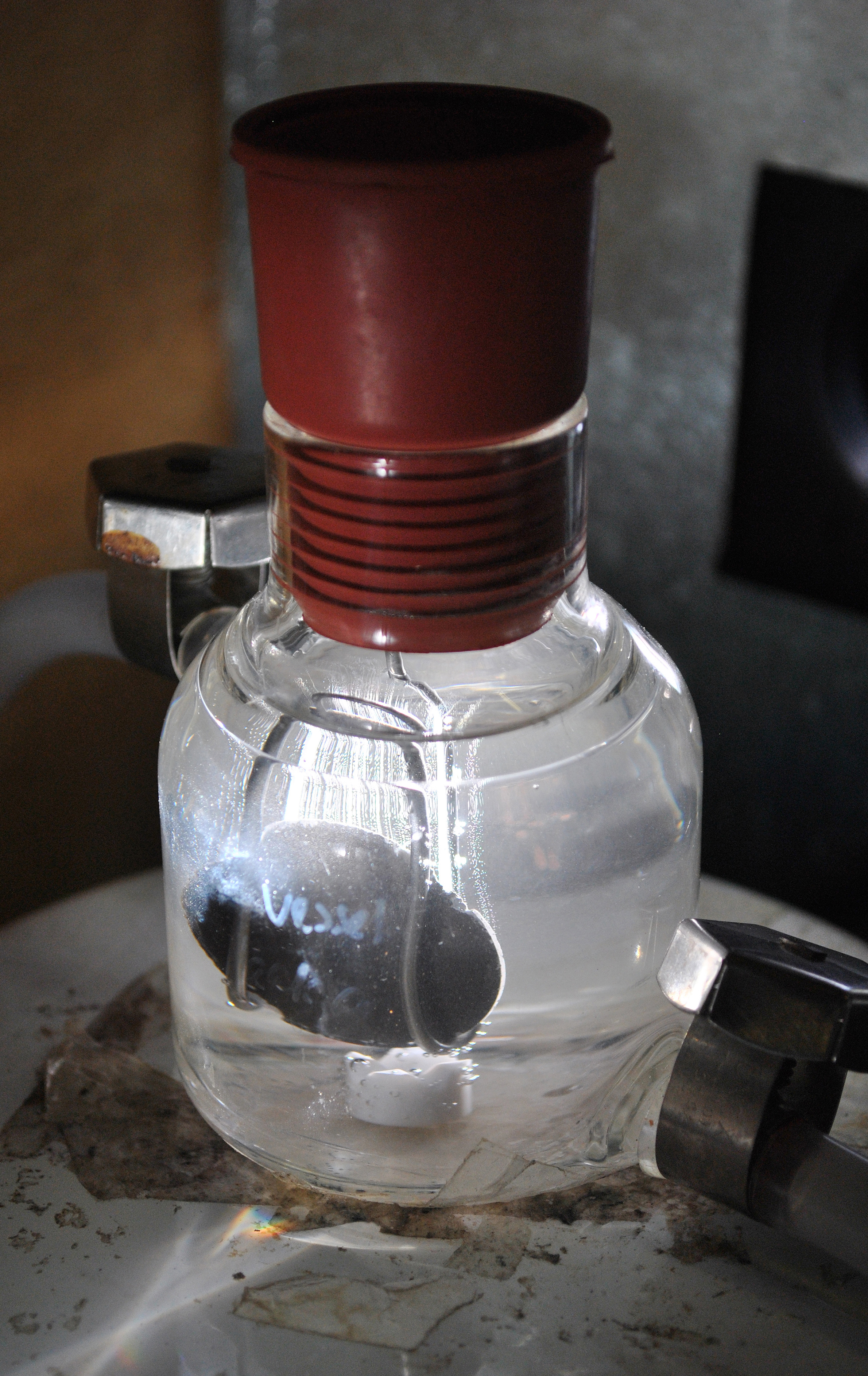
excitace elektronů fotony na titanovém disku

Fotokatalýza je proces chemického rozkladu látek za přítomnosti fotokatalyzátoru a světelného záření. Principiálně vychází z fotolýzy, přirozeného rozkladu některých látek působením světla, urychlené přítomností fotokatalyzátoru. Je-li materiál s fotokatalytickými vlastnostmi vystaven světelnému záření vhodné vlnové délky, aktivuje se jeho povrch a spustí se charakteristická reakce. Primárně vzniklý volný pár elektron-díra a hydroxylové radikály sekundárně vznikající kontaktem excitované molekuly fotokatalyzátoru a vodní páry rozkládají přítomné organické a anorganické substance.
Mezi látky rozložitelné fotokatalýzou patří např. oxidy dusíku (NOx), oxidy síry (SOx), oxid uhelnatý (CO), ozón (O3), čpavek (NH3), sirovodík (H2S), chlorované uhlovodíky (např. CH2Cl2, CHCl3, CCl4, C2HCl3, C2Cl4), dioxiny, chlorbenzen, chlorfenol, jednoduché uhlovodíky (např. CH3OH, C2H5OH, CH3COOH, CH4, C2H6, C3H8, C2H4, C3H6), aromatické uhlovodíky (benzen, fenol, toluen, etylbenzen, o-xylen), pesticidy (Tradimefon, Primicarb, Asulam, Diazinon, MPMC, atrazin) a také bakterie, viry, houby nebo částice mikroprachu. Konečným produktem pak bývají běžné a stabilní sloučeniny. Konkrétní průmyslové aplikace principu fotokatalýzy se mohou lišit především druhem katalyzátoru. Nejčastěji je používán nanokrystalický oxid titaničitý TiO2, který je aktivován UV-A zářením.

## Využití
Využití fotokatalýzy se dělí na dvě základní oblasti:

- samočištění – díky fotokatalýze je povrch materiálu odolný proti rozvoji organických nečistot a dlouhodobě si tak udržuje původní vzhled a barvu
- čištění okolního média – znečištěného vzduchu či vody umožňuje potlačit některé nepříznivé důsledky lidské činnosti, např. znečištění ovzduší hustě osídlených oblastí.

Obě uvedené oblasti použití spolu velmi úzce souvisí – jedná se vlastně jen o dva poněkud odlišné důsledky totožné reakce. V případě samočištění je ale důraz kladen na rozklad pevných látek ulpělých na povrchu materiálu, zatímco v případě čištění okolního média je určující schopnost aktivovaného materiálu rozkládat konkrétní látku v blízkosti povrchu považovanou za nežádoucí.

#### Čištění odpadních vod pomocí fotokatalýzy
Fotokatalýza se využívá i při čištění odpadních vod. Pomáhá odstraňovat zbytky léků, zejména antibiotik a dalších biologicky aktivních látek, jako jsou hormonální disruptory. Tyto látky jsou škodlivé i ve velmi malém množství. V roce 2025 představili čeští vědci z Ústavu fyzikální chemie J. Heyrovského AV ČR novou metodu, která je založená na fotokatalytickém rozkladu. Testy potvrdily, že použitý materiál je netoxický a neuvolňuje žádné škodlivé vedlejší produkty. Technologie je tak bezpečná pro životní prostředí.